# Danger Days: The True Lives of the Fabulous Killjoys
Danger Days: The True Lives of the Fabulous Killjoys er det fjerde album fra det amerikanske alternative rockband My Chemical Romance. Albummet er produceret af Rob Cavallo og blev udgivet af Reprise Records d. 19. november 2010.

## Spor
Tracklisten er fra bandets officielle website.
1. "Look Alive, Sunshine"
2. "Na Na Na (Na Na Na Na Na Na Na Na Na)"
3. "Bulletproof Heart"
4. "SING"
5. "Planetary (GO!)"
6. "The Only Hope for Me Is You"
7. "Jet-Star and the Kobra Kid/Traffic Report"
8. "Party Poison"
9. "Save Yourself, I'll Hold Them Back"
10. "S/C/A/R/E/C/R/O/W"
11. "Summertime"
12. "DESTROYA"
13. "The Kids from Yesterday"
14. "Goodnite, Dr. Death"
15. "Vampire Money"